# Alf Monjour
Alf Monjour (* 1. Juli 1959 in Bonn) ist ein deutscher Romanist.

## Leben
Von 1978 bis 1985 studierte er Französisch, Spanisch und katholische Theologie in Bonn und Orléans (erste Staatsprüfung für die Lehrämter der Sekundarstufen I und II). Nach der Promotion 1989 in Bonn mit einer Untersuchung zur französischen Dialektologie und der Habilitation 1996 an der Universität Bonn mit einer Untersuchung zur portugiesischen Wortbildung war er von 1997 bis 2002 C3-Professor für Iberoromanistik (Sprachwissenschaft) an der Friedrich-Schiller-Universität Jena. Seit 2002 ist er C4-Professor zunächst für Romanistik / Sprachwissenschaft (Französisch und Spanisch), dann für Spanische Sprachwissenschaft an der Gerhard-Mercator-Universität Duisburg bzw. seit 2003 an der Universität Duisburg-Essen.
Seine Schwerpunkte in Forschung und Lehre sind historisch-vergleichende Beschreibung des Französischen, Spanischen, Portugiesischen und Galicischen sowie der entsprechenden Varietäten (Dialekte, Minderheitensprachen, Fachsprachen); Beschreibung der spanischen Gegenwartssprache in Syntax und Pragmatik (Höflichkeitsforschung); Spanische Politik und Medien sowie deren Sprache in Gegenwart und Vergangenheit.

## Schriften (Auswahl)
- Der nordostfranzösische Dialektraum. Frankfurt am Main 1989, ISBN 3-631-41939-2.
- mit Dieter Kremer (Hg.): Studia ex hilaritate. Mélanges de linguistique et d´onomastique sardes et romanes offerts à Heinz Jürgen Wolf. Nancy 1996, ISBN 2-252-03058-5.